# Чечётка (птица)
Обыкновенная чечётка, или просто чечётка (лат. Acanthis flammea) — вид певчих воробьиных птиц из семейства вьюрковых (Fringillidae).

## Внешний вид

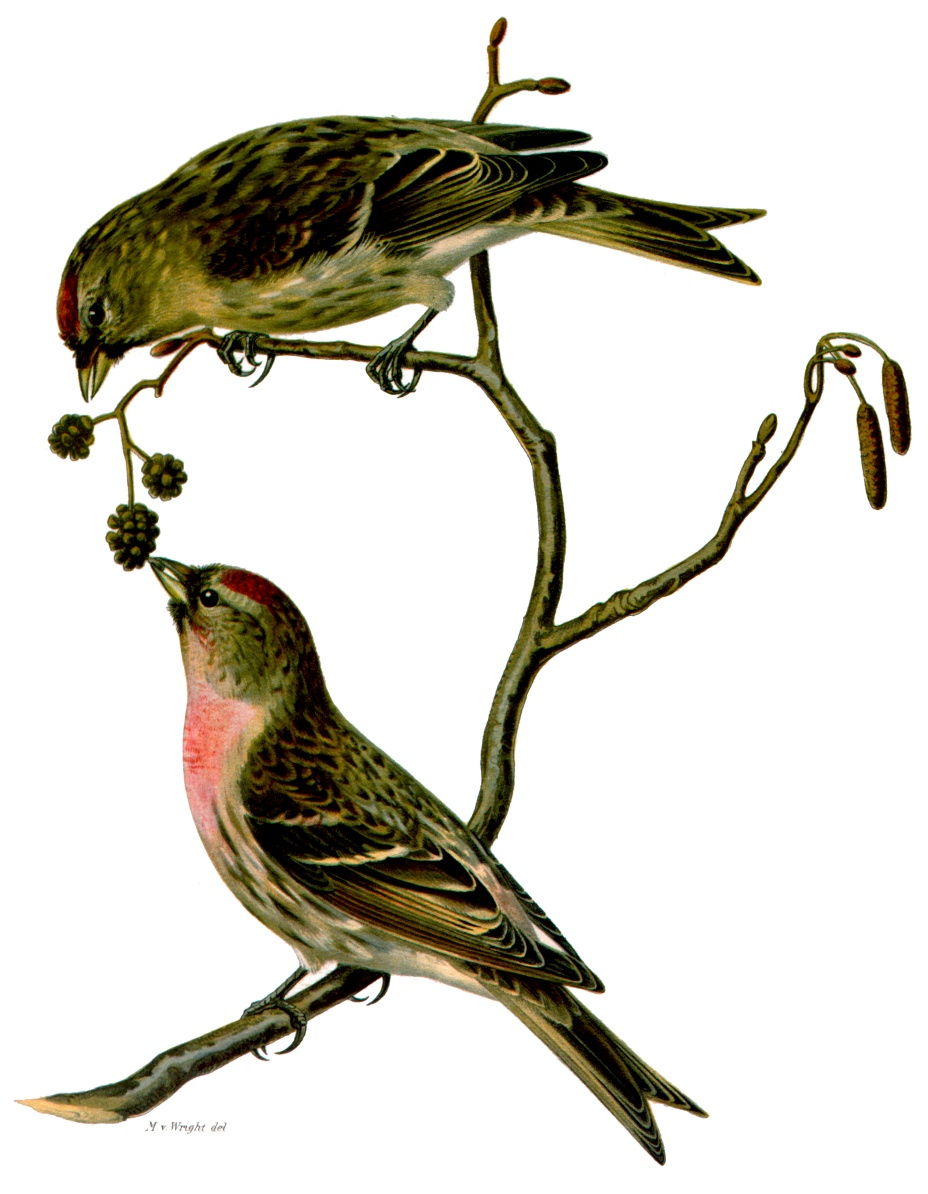
Самец и самка

Очень маленькая птичка, величиной примерно с чижа. Длина тела 12—15 см, крыла — 6,9—8,5 см, размах крыльев 19—23 см; вес 10—15 г. Самец сверху буровато-серый, варьирует до светло-серого. Темя красное, шея и спина беловатые, с более или менее широкими не резко очерченными серовато-бурыми пятнами, суживающимися на нижней части спины и на надхвостье, которое имеет розоватый оттенок. Рулевые и маховые, равно как и большие кроющие крыла, тёмно-бурые с беловатыми каёмками. Горло, грудь и зоб белые с розово-красным оттенком, нижняя часть груди и брюхо белые. На горле тёмно-бурое или чёрное пятно. На лбу красное пятно. Весной, после обнашивания вершин перьев, красный цвет шапочки, зоба и груди делается более ярким, у некоторых густого карминно-красного цвета. Самки и молодые имеют только красную шапочку, а на остальных частях тела красный цвет замещён белым.
Самых светлых мелких чечёток с маленьким клювом, с белой или розовой поясницей без пестрин, с белым, без пестрин подхвостьем и с нежно-розовой грудью (у самцов) называют тундряными или пепельными чечётками и выделяют в отдельный вид Acanthis hornemanni. Издали в полёте они выглядят почти белыми.

## Распространение
Обитает на севере Евразии и Северной Америки, в Гренландии.

## Образ жизни

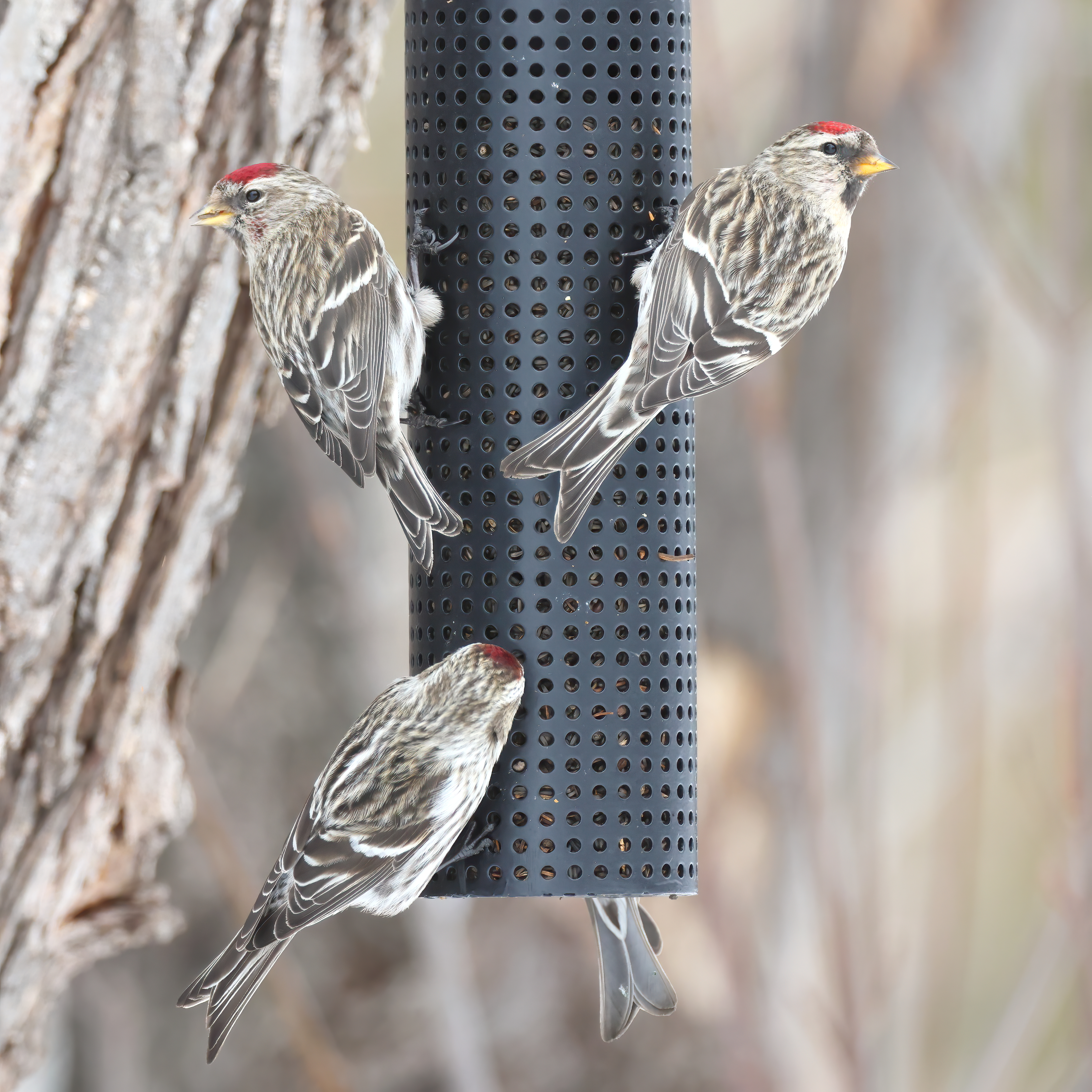
Чечётки на кормушке

Населяют кустарниковую тундру, поросшую стланцевым ивняком и берёзами; тайгу с небольшими заболоченными полянами и приозерные и приречные лайды. Летают обычно кучными стайками с непрерывным щебетом. Голос — повторяющееся «че-че», «че-че-че», «чень», «чееии», «чив», «чув». Поют мало, в основном весной. Песня — набор тех же позывок и сухая трель «трьрьрьрьрьрь». На зиму откочёвывают или улетают к югу, выходя за пределы гнездовой области вплоть до южных районов Европы и Азии. Основу питания составляют семена различных древесных и кустарниковых растений, главным образом берёзы и в меньшей степени семена ели, в августе-сентябре также семена осок, злаков, брусники и вороники; питаются также насекомыми, чаще всего тлёй. Живут до восьми лет. В зимний период могут посещать кормушки, причём всей стайкой. В эти моменты фактически оккупируют кормушку, отгоняя более крупных птиц — синиц и снегирей — благодаря слаженной стайной работе и боевому нраву.

## Размножение

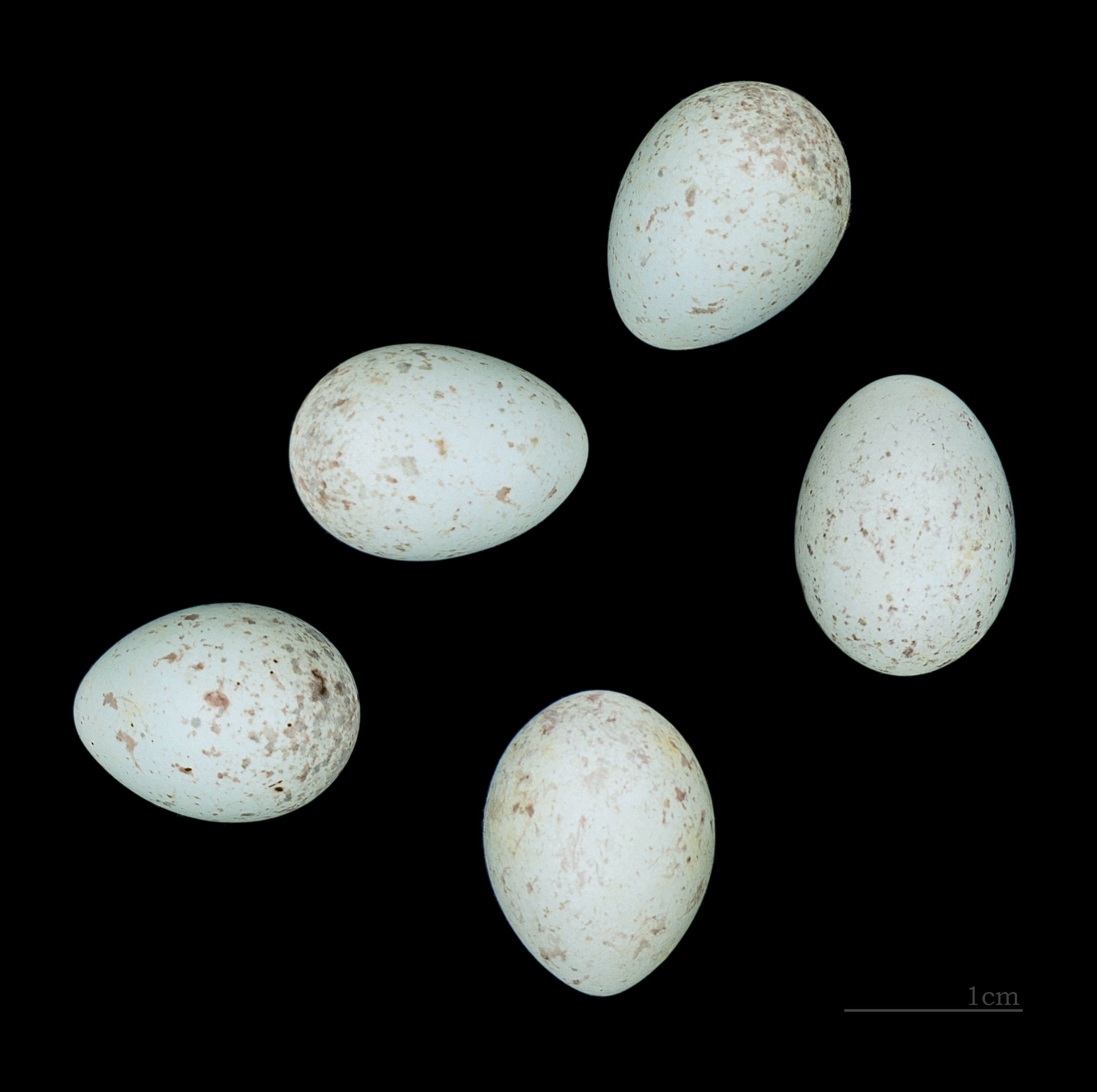
Яйца чечётки обыкновенной

В брачный период пары и небольшие стайки чечёток носятся в воздухе, присаживаются на вершины деревьев и кустарников, всё время издавая призывные крики. Одиночный самец при токовом полёте кружится в воздухе волнистыми линиями, издавая свою щебечущую песнь. К нему часто присоединяются и другие самцы. Гнёзда строят невысоко над землёй, на различных деревьях (берёза, ольха), очень обычны гнёзда в кустах среди леса. Гнездо имеет вид мягкой толстостенной чаши. Его основная масса состоит из тонких веточек, травы, мха, лишайников, растительного пуха, лиственной хвои. В лотке преобладают более мягкие материалы, но в основном оно выстлано перьями, шерстью, растительным пухом.
В кладке 3—7 (чаще 4—5) бело-голубых с тёмными пятнами яиц. Насиживает самка в течение 12—14 дней. Самец приносит ей корм в гнездо. Птенцов выкармливают оба родителя. Основу их питания составляют насекомые, большей частью мелкие, а также семена осок, пушиц и др. Молодые покидают гнездо через 10—14 дней. После вылета и докармливания птенцов часть пар приступает ко второму гнездованию.

## Содержание
У любителей встречаются нечасто, несмотря на то, что просты в содержании. Видимо, это связано с тем, что чечётки обладают незатейливой песенкой. Лучше содержать их стайкой в общем вольере с чижами, щеглами и другими мелкими вьюрковыми — тогда они представляют собой интересный объект для наблюдения. В садках и вольерах иногда дают потомство, получены также гибриды с канарейкой и другими вьюрковыми. Рекомендуется скрещивать самку чечётки с кенаром, так как при обратной комбинации (чечет+канарейка) птенцы погибают ещё в яйце или вскоре после вылупления. Желательно скрещивать чечётку с красным кенаром — тогда гибриды будут иметь красивую розовую окраску груди и шапочки. Пение гибридов — оживлённое, но не особо мелодичное.

## Галерея

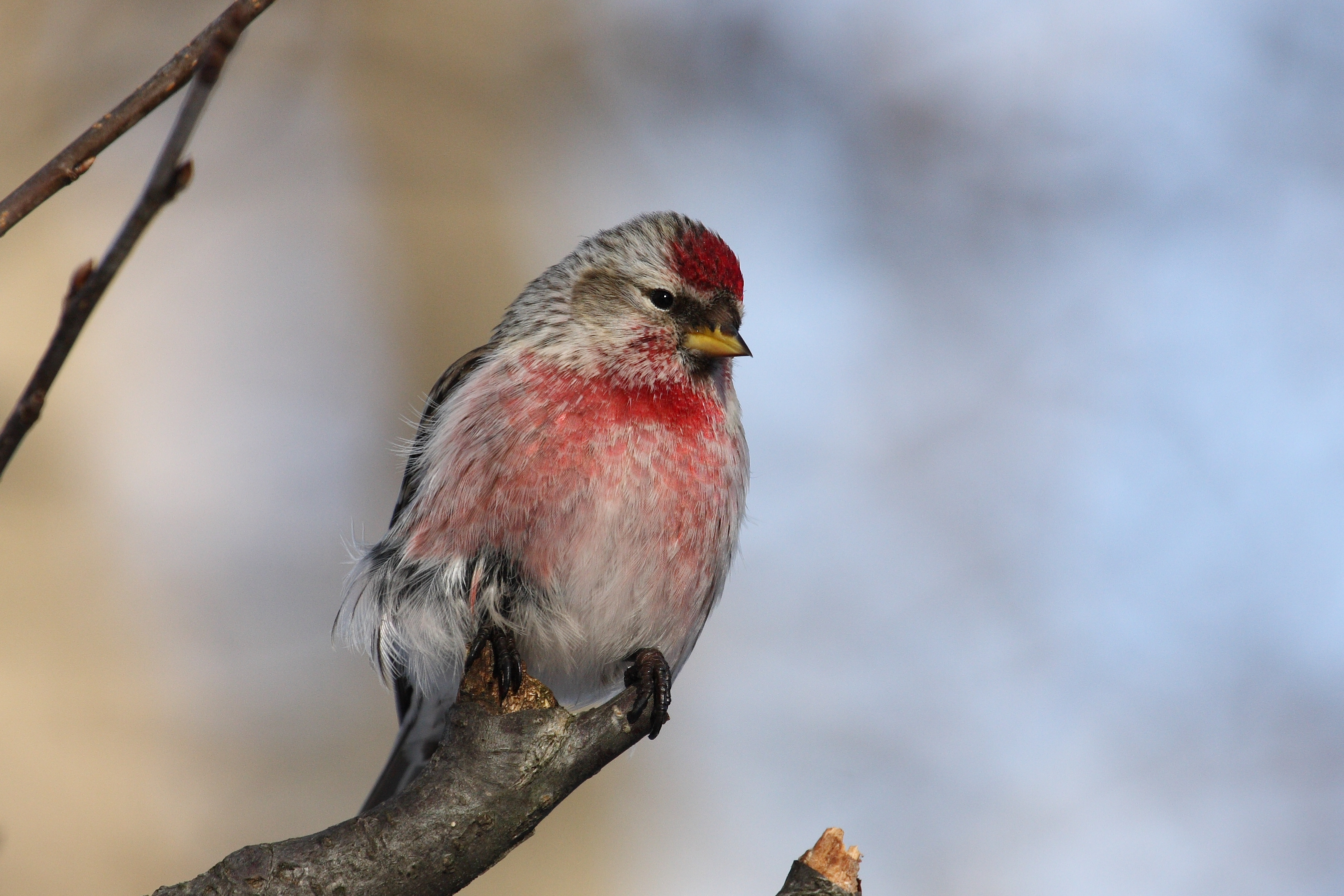
Самец
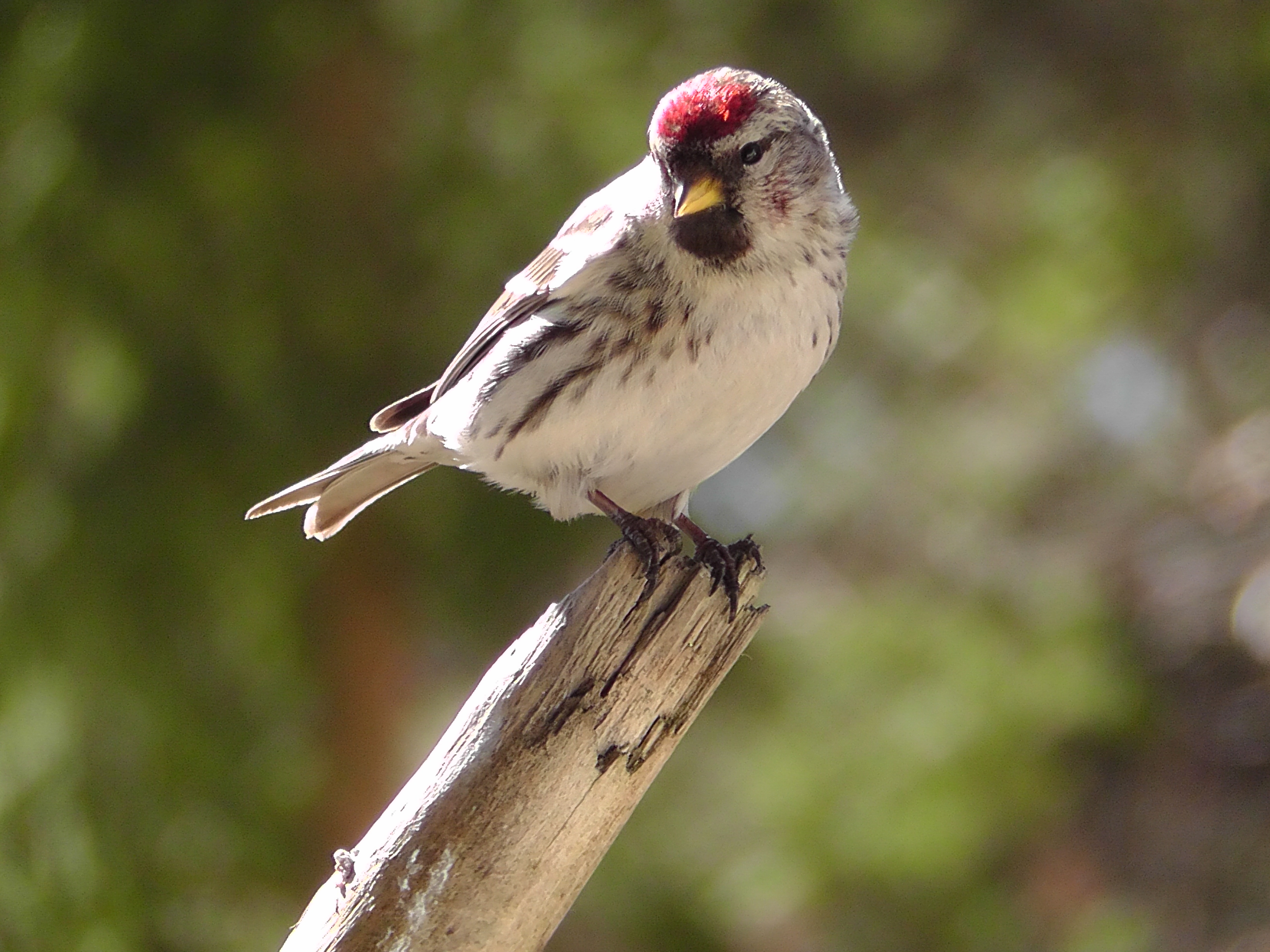
Самка
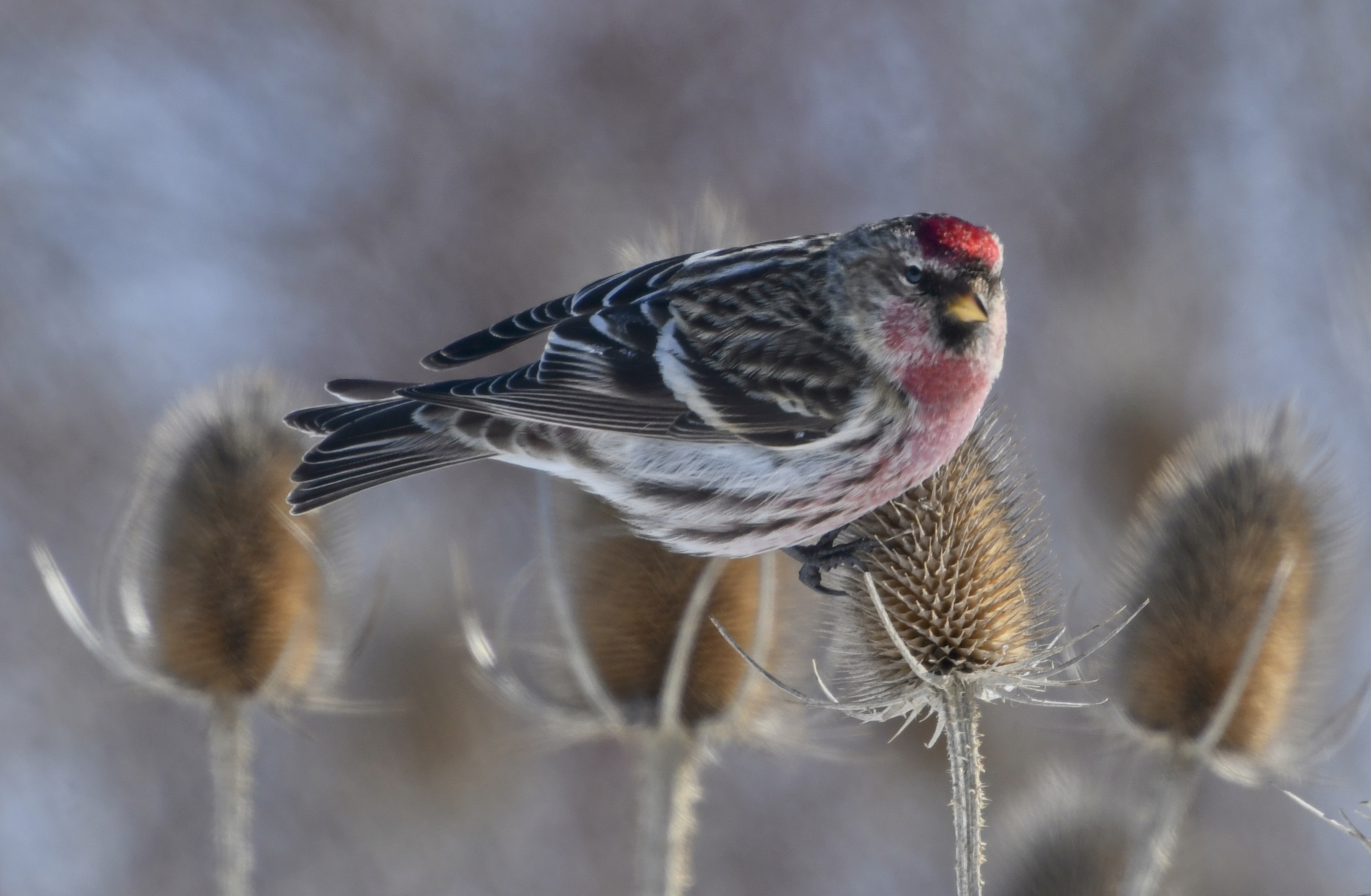
Кормящийся самец
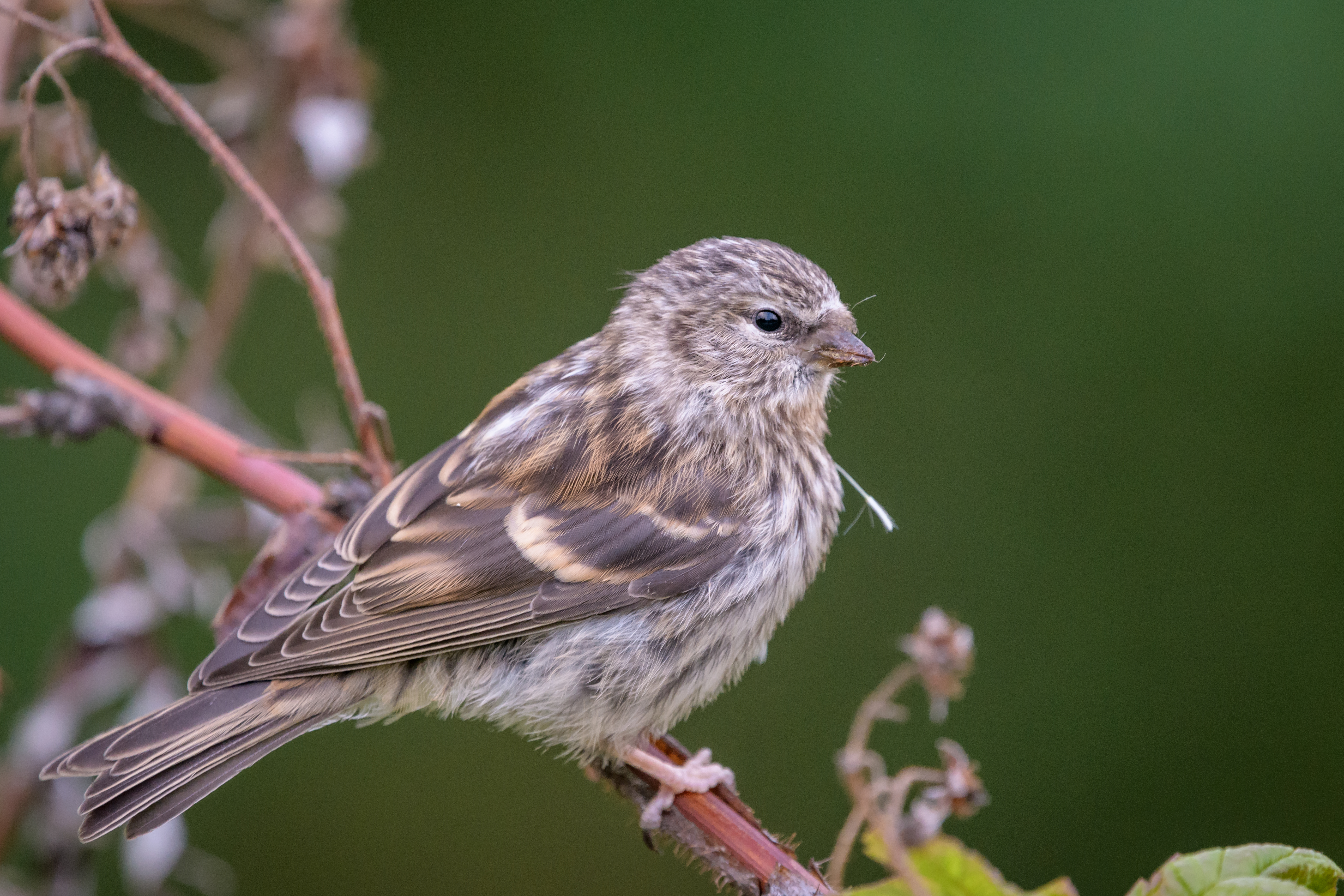
Молодая птица